# Centrale solare termodinamica Gemasolar

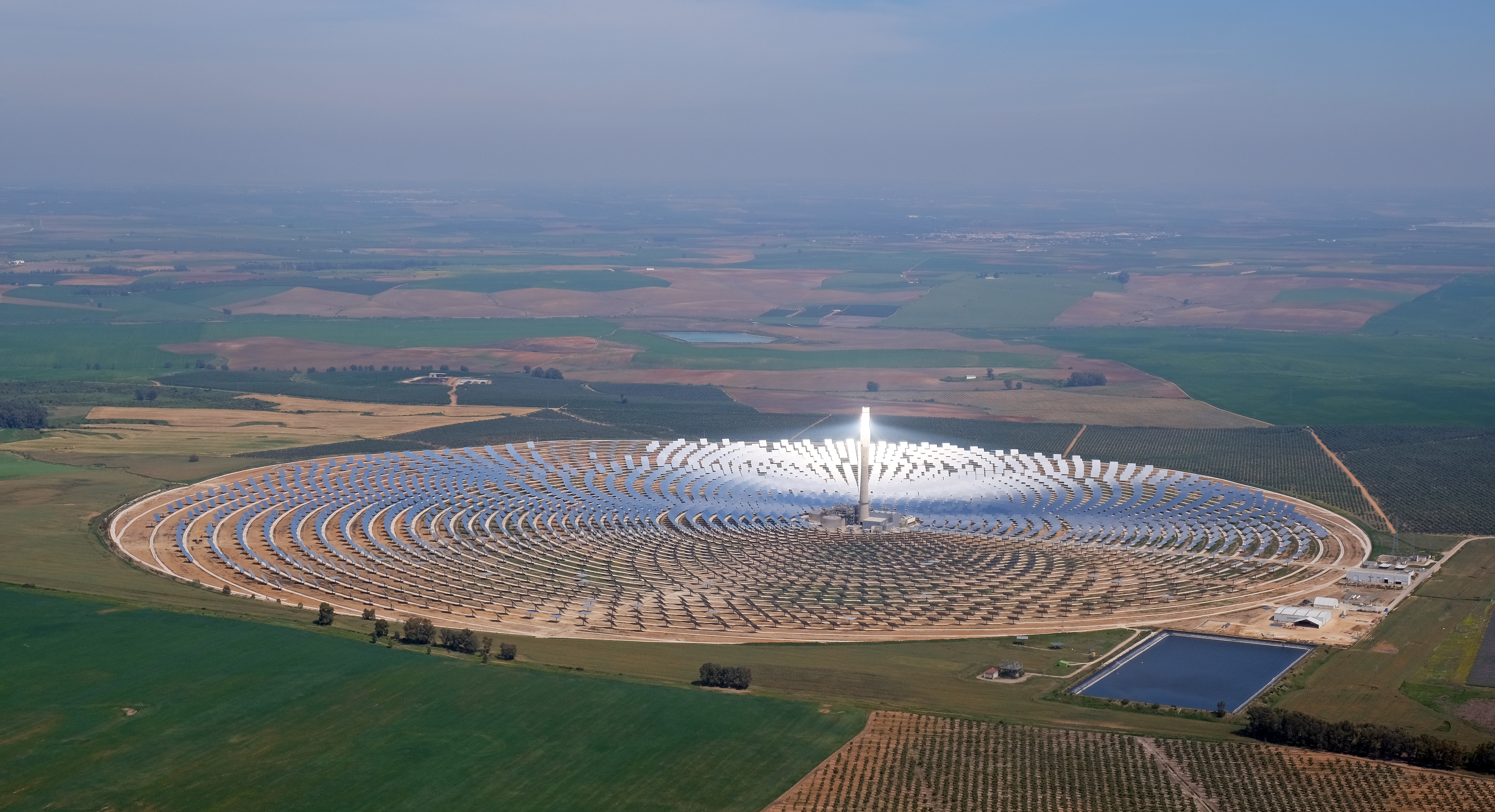
Centrale solare termodinamica Gemasolar

Gemasolar è un impianto a concentrazione solare avente un sistema di accumulo di calore a sali fusi. Si trova entro i confini della città di Fuentes de Andalucía, nella provincia di Siviglia, in Spagna.
Situato nella regione a maggior irraggiamento solare al mondo, al 2023 risulta ancora l'impianto fotovoltaico più efficiente del pianeta.
La centrale appartiene alla Torresol Energy, società con sede a Getxo, specializzata nella progettazione costruzione di impianti a concentrazione solare.

## Specifiche progettuali
L'impianto consiste in una torre centrale con in cima una caldaia solare verso cui si concentra la radiazione riflessa da una molteplicitò di eliostati e utilizza concetti pionieristici delle centrali del Solar Project, come l'adozione del sale fuso quale fluido di trasferimento del calore e mezzo di accumulo dell'energia. Originariamente chiamato Solar Tres, fu poi ribattezzato Gemasolar.
Il progetto, che beneficiò di una sovvenzione di cinque milioni di euro da parte della Commissione europea e di un prestito di 80 milioni di euro dalla Banca europea per gli investimenti, si avvalso della tecnologia dell'impianto dimostrativo Solar Two, testata a Barstow, in California. Gemasolar è circa tre volte più grande di quest'ultimo sito e inoltre si avvale di numerosi progressi tecnologici emersi dopo la progettazione e costruzione di Solar Two.
Gemasolar è il primo impianto solare commerciale avente una torre centrale come ricevitore del calore e i sali fusi come  tecnologia di accumulo. Consiste in un'area di apertura dell'eliostato solare di 30,5 ettari (75 acri) con un'isola di potenza e 2.650 eliostati, ciascuno avente un'area irradiata di 120 metri quadrati (1.300 piedi quadrati) e distribuiti lungo anelli concentrici intorno al ricevitore a torre centrale, alta 140 metri (460 piedi). Complessivamente, gli eliostati occupano 195 ettari (480 acri) di suolo.
Gli aspetti più innovativi dell'impianto sono: il ricevitore di sali fusi, il sistema di puntamento degli eliostati e il sistema di controllo. Inoltre, il sistema di accumulo consente di produrre elettricità per 15 ore senza luce solare (di notte o nei giorni nuvolosi). Questa capacità di stoccaggio rende l'energia solare gestibile in modo che possa essere fornita in base alla domanda. La centrale è già stata in grado di fornire alla rete 36 giorni di produzione ininterrotta di energia elettrica, utilizzando la tecnologia di trasferimento termico sviluppata da SENER.
Gemasolar, con i suoi 19,9 megawatt di potenza, può fornire 80 gigawattora all'anno, sufficienti per fornire energia a 27.500 abitazioni. L'impianto è operativo dal maggio 2011. Il suo lancio ufficiale è avvenuto nell'ottobre 2011.

## Prestazioni
Dopo il secondo anno di funzionamento, l'impianto superò le aspettative previste. Nel 2013, raggiunse la produzione continua, operando 24 ore su 24 per 36 giorni consecutivi, un risultato rimasto imbattuto dagli impianti solari. Il funzionamento totale è di 6.450 ore a piena capacità all'anno, con un risparmio netto di circa 30.000 tonnellate di anidride carbonica.